# Munnsville
Munnsville és una població dels Estats Units a l'estat de Nova York. Segons el cens del 2000 tenia 437 habitants.

## Demografia
Segons el cens del 2000, Munnsville tenia 437 habitants, 166 habitatges, i 118 famílies. La densitat de població era de 196,2 habitants/km².
Dels 166 habitatges en un 34,3% hi vivien nens de menys de 18 anys, en un 53% hi vivien parelles casades, en un 12,7% dones solteres, i en un 28,9% no eren unitats familiars. En el 22,9% dels habitatges hi vivien persones soles el 12,7% de les quals corresponia a persones de 65 anys o més que vivien soles. El nombre mitjà de persones vivint en cada habitatge era de 2,6 i el nombre mitjà de persones que vivien en cada família era de 3,04.
Per edats la població es repartia de la següent manera: un 26,5% tenia menys de 18 anys, un 8,5% entre 18 i 24, un 30,2% entre 25 i 44, un 23,1% de 45 a 60 i un 11,7% 65 anys o més.
L'edat mediana era de 36 anys. Per cada 100 dones de 18 o més anys hi havia 93,4 homes.
La renda mediana per habitatge era de 35.000 $ i la renda mediana per família de 36.250 $. Els homes tenien una renda mediana de 35.417 $ mentre que les dones 21.250 $. La renda per capita de la població era de 16.657 $. Entorn del 9,7% de les famílies i el 14,8% de la població estaven per davall del llindar de pobresa.

## Fills il·lustres
- Marquis Horr. Atleta, guanyador de dues medalles als Jocs de Londres de 1908[4]